# Hyloscirtus japreria
Espèce
Hyloscirtus japreria est une espèce d'amphibiens de la famille des Hylidae. Elle vit à la frontière de la Colombie et du Venezuela, dans la serranía de Perijá.

## Répartition
Cette espèce vit à la frontière de la Colombie et du Venezuela, dans la serranía de Perijá. Elle se rencontre dans les rivières et les cours d'eau situés au-dessus des 1 000 mètres d'altitude.

## Description
Les mâles mesurent entre 28 et 32 mm et les femelles de 35 à 39 mm. Le dos de Hyloscirtus japreria est jaune pâle, tacheté de points marron et de tâches rougeâtres. Par ailleurs, des traits blancs sont également visibles au niveau des yeux, des tympans, des cuisses et pattes avant. Son chant particulier est décrit comme un étant « piu prolongé ».

## Étymologie
Après plusieurs années pour prouver qu'il s'agissait d'une nouvelle espèce, la découverte de Hyloscirtus japreria est publiée en février 2018 dans la revue scientifique Zootaxa. 37e espèce identifiée des Hyloscirtus, son nom rend hommage aux Japrerias, une ethnie indigène disparue qui habitait dans l'État de Zulia, au nord-ouest du Venezuela.

## Publication originale
- (en) Fernando J. M. Rojas-Runjaic, Edwin Infante-Rivero, Patricia E. Salerno et Fabio Leonardo Meza-Joya, « A new species of Hyloscirtus (Anura, Hylidae) from the Colombian and Venezuelan slopes of Sierra de Perijá, and the phylogenetic position of Hyloscirtus jahni (Rivero, 1961) », Zootaxa, Magnolia Press (d), vol. 4382, no 1,‎ 20 février 2018, p. 121 (ISSN 1175-5334 et 1175-5326, OCLC 49030618, PMID 29689940, DOI 10.11646/ZOOTAXA.4382.1.4, lire en ligne).